# Benjamin F. Bailar
Benjamin Franklin Bailar (* 21. April 1934 in Champaign, Illinois; † 20. Februar 2017) war von 1975 bis 1978 United States Postmaster General.

## Werdegang
Benjamin Franklin Bailar ging auf die University of Colorado, wo er 1955 seinen Bachelor of Science in Geologie machte. Anschließend trat er in die United States Navy ein, wo er von 1955 bis 1957 im Dienstgrad eines Lieutenants tätig war. Nach seiner Entlassung aus der US-Navy entschied er sich auf die Harvard University zu gehen, wo er 1959 seinen Master of Business Administration (M.B.A.) machte. Nach seinem Abschluss fing er noch im selben Jahr für ConocoPhillips zu arbeiten an. Er war dort im Coordinating and Planning Staff beschäftigt. Diese Tätigkeit übte er dann bis 1962 aus. Danach fing er als Finanzanalyst bei der American Can Company zu arbeiten an und stieg bis 1972 zum Vizepräsidenten auf. Anschließend wechselte er zu dem United States Postal Service, wo er bis 1974 als Senior Assistant Postmaster General for Support and Administration tätig war. 1974 wurde er zum Deputy Postmaster General befördert, eine Stellung, die er bis 1975 innehatte. Danach bekleidete er das Amt des Postmaster General bis 1978. Ab 1978 arbeitete er bei der USG Corporation, zuerst als Executive Vice-President und dann später als Direktor.